# اسلام‌آباد (سرکور)
اسلام‌آباد روستایی در دهستان سرکور بخش سرباز شهرستان سرباز استان سیستان و بلوچستان ایران است.

## جمعیت
بر پایه سرشماری عمومی نفوس و مسکن در سال ۱۳۹۵ جمعیت این مکان ۲۸۴ نفر (۹۵ خانوار) بوده‌است.